# Bloque de la Izquierda Asturiana
Bloque de la Izquierda Asturiana (BIA) fou una coalició del nacionalisme asturià d'esquerres formada per Izquierda Asturiana (IAS), Izquierda Nacionaliega d'Asturies (INA) i el PCPE. Es presentà a les eleccions generals espanyoles de 2000, però només va obtenir 1.085 vots. després dels fracassos electorals, es va dissoldre en 2002, i una part va formar el 2003 el Bloque por Asturies, que es presentà a les eleccions autonòmiques de 2003 en coalició amb Izquierda Unida mentre altres fundarien el 2007 Unidá.